# 都野隆安
都野 隆安（つの たかやす）は、戦国時代から安土桃山時代にかけての武将。石見国那賀郡都野郷を本拠とした国人。はじめ大内氏、後に毛利氏の家臣。官途名は刑部少輔。

## 生涯
都野氏は、石見国の二宮である多鳩神社の神主家であり、社領の石見国那賀郡都野郷を本領とした国人。
初めは大内氏に仕えていたが、弘治3年（1557年）に大内義長が毛利元就によって滅ぼされたため、同年7月に毛利氏に服属した。この時、無二の入魂を誓約する起請文を提出し、毛利元就・隆元父子から聊かの疎意も無き旨を誓約する起請文を取り付けている。永禄4年（1561年）に石見の国人である福屋隆兼が毛利氏を離反して尼子氏に味方した際には、再び元就と起請文の交換を行って当知行地を安堵され、石見国の上村と神主の跡職に関する愁訴への同心を約束された。
毛利氏服属以前の都野氏は神主城を居城としていたが、江の川の水運を確保するために新たに亀山城を築いて移り、天正5年（1577年）に都野氏の菩提寺である月航山観音寺に中興大檀那として寺領を寄進している。
没年は不詳。家督は子の家頼が継いだ。